# 土屋ジョー
土屋 ジョー（つちや ジョー、1972年12月17日 - ）は、日本の男性プロキックボクサー、プロボクサー。静岡県沼津市出身。9冠王5階級制覇（全日本バンタム、WKA世界バンタム、WMAF世界スーパーバンタム、UKF世界スーパーバンタム級、UKF世界スーパーフェザー級、UKF世界フェザー級、UKF USライト級、2009パタヤシティー58Kg級、2013パタヤシティー60Kg級）を達成。
日本のキックボクサーとしては数少ないプロボクサー挑戦者である（一時的にキックを中断し大橋スポーツジムに所属していた）。黒のサングラスに赤いバラをくわえて入場していた。

現在は、静岡県沼津市で、キックボクシングジムJT CLUB GYMの会長。

## 来歴

### アマチュア時代
沼津東高等学校卒業。高校在学時に極真空手を経験し幾つかの大会で入賞。東海大学卒業、大学在学時は体育会キックボクシング部所属。主将も務める。在学時に谷山ジム入門しプロ転向。

### プロ転向後
- 1998年1月30日 - アントニー・エルカイム（フランス / 同級1位）との王座決定戦で1R0:45 KO勝ちしWKA世界ムエタイバンタム級王座を獲得。タイトルを奪取後、オレンジ色のベンツの側面にキックボクサーと文字を入れ、笑いを誘う。
- 1998年9月19日 - 全日本キックとMA日本キックの合同大会でMA日本バンタム級王者のラビット関と対戦。殺気を漂わせた攻撃スタイルで関を圧倒し、5R判定勝ちする。
- 1998年11月14日 - シュートボクシング「GROUND ZERO」でランバー・ソムデートM16と対戦。1R目にスタンディングダウンを奪われると、右フックをもらい再びダウンしKO負けを喫した。
- 2000年3月20日 - 「COMBAT-2000」で行われたWMAF世界スーパーバンタム級王座決定戦でダニエル・ヤマキ（フランス / 同級2位）と対戦。5R判定2-0で下し王座獲得。
- 2000年5月26日 - 「第3回梶原一騎杯キックガッツ2000 COMBAT-2000」に参戦。55kg級トーナメント準決勝でラビット関（MA日本スーパーバンタム級王者）と再戦。延長判定1-2で敗れ敗退した。この試合後、ボクシングに転向を表明。松島二郎の紹介で大橋ジムでトレーニングし、8月1日のプロテストを受け、合格した[1]。
- 2002年10月27日 - 対戦相手が2度もキャンセルし、試合中止になる。最初に予定されていたビリー・ザ・キッド（IKKCアメリカバンタム級王者）が18日に背中を痛め来日不可能となり、さらに変更された相手相手のHAWK（アメリカ）もスタッフと共に失踪するという前代未聞の事件をおこしたため、グライガンワーン（タイ）との2分2Rのエキシビションマッチを披露するに留まった。
- 2003年4月1日 - 東京の板橋区立産文ホールで「JOE TSUCHIYA PRESENTS -REINCARNATION-」を開催。ハンマーシャーク・カイル・タカオ（アメリカ）と対戦。1R2:21KO勝ちを収めた。膝蹴りで最初のダウンを奪うと、パンチで2度目、ローキックで3度目のダウンを奪った。
- 2003年6月13日 - アメリカオクラホマ州タルサ市のグリーンウッドセンターで行われたデル・クック主催の興行で、アレックス・アーネルとUKF世界スーパーバンタム級王座決定戦を行い、1RKO勝ちで王座を奪取した。
- 2004年9月19日 - UKF世界フェザー級王者決定戦でジョセフ・アーナル（アメリカ / 同級1位）と対戦。1R0分52秒KO（3ダウン）勝ちし新王者になる。

## 戦績
- アマチュアキックボクシング：不明
- プロキックボクシング：38戦 27勝 21KO 9敗 1分 1無効試合

| 戦           | 日付           | 勝敗 | 時間   | 内容 | 対戦相手                         | 国籍     | 備考                            |
| ------------ | -------------- | ---- | ------ | ---- | -------------------------------- | -------- | ------------------------------- |
| 1            | 1994年11月26日 | 勝利 | 1R     | KO   | 根本宏二                         | 日本     | プロデビュー                    |
| ?            | 1998年9月19日  | 勝利 | 5R     | 判定 | ラビット関                       | 日本     | -                               |
| ?            | 2003年4月1日   | 勝利 | 1R2:21 | KO   | ハンマーシャーク・カイル・タカオ | 日本     | キックボクシング復帰第1戦       |
| ?            | 2004年9月20日  | 勝利 | 1R0:52 | KO   | ジョセフ・アーナル               | アメリカ | UKF世界フェザー級タイトルマッチ |
| テンプレート |                |      |        |      |                                  |          |                                 |

- プロボクシング：4戦 2勝 2敗

| 戦           | 日付           | 勝敗 | 時間   | 内容 | 対戦相手                 | 国籍 | 備考                     |
| ------------ | -------------- | ---- | ------ | ---- | ------------------------ | ---- | ------------------------ |
| 1            | 2000年10月19日 | 勝利 | 6R     | 判定 | 管野大輔                 | 日本 | プロボクシングデビュー戦 |
| 2            | 2001年2月2日   | 負   | 2R     | KO   | 草壁岳也                 | 日本 | -                        |
| 3            | 2001年8月27日  | 勝利 | 6R     | 判定 | 佐藤昭                   | 日本 | -                        |
| 4            | 2001年12月4日  | 負   | 1R2:22 | KO   | アルチャ・ネイションマン | タイ | -                        |
| テンプレート |                |      |        |      |                          |      |                          |

## 獲得タイトル
- 全日本キックボクシング連盟世界バンタム級王座
- WKA世界ムエタイバンタム級王座
- WMAF世界スーパーバンタム級王座
- UKF世界スーパーバンタム級王座
- UKF世界フェザー級王座
- UKF世界スーパーフェザー級王座
- UKF.USライト級王座
- 2009パタヤ58kg級王座